# Las Mercedes (município)
Las Mercedes é um município da Venezuela localizado no estado de Guárico.
A capital do município é a cidade de Las Mercedes.